# Nina Brunner
Nina Brunner, född Betschart 14 oktober 1995 i Steinhausen, Schweiz är en beachvolley- och volleybollspelare. Hon har tillsammans med Tanja Hüberli vunnit guld vid EM 2021 och 2023. Hon har även vunnit flera internationella titlar (EM och VM) med olika partner i olika åldersklasser på juniornivå.
Betschart började spelade inomhusvolleyboll i det lokala laget VBC Steinhausen tillsammans med bland annat sin kompis Nicole Eiholzer. De lyckades kvalificera sig för spel i Nationalliga B (den näst högsta serien). Tillsammans med Eiholzer spelade Betschart beachvolley och vann under åren 2008 till 2012 de nationella mästerskapet i åldersklasserna U15, U18 und U21. De nådde en femteplats vid U19-VM 2011 och gick till final vid U18-EM samma år. Med Joana Heidrich vann hon U21-VM samma år. 
Under 2012 kom hon trea vid U18-EM 2012 tillsammans med Eiholzer. Vid U19-VM och U20-VM samma år kom hon femma. Vid U21-VM lyckades hon tillsammans med Anouk Vergé-Dépré försvara titeln från föregående år. Under 2013 kom hon femma vid U19-VM och U21-VM, i bägge fallen tillsammans med Eiholzer. Tillsammans med Eiholzer vann hon U20-EM och med Anouk Vergé-Dépré vann hon U22-EM samma år. Under 2014 försvarade Brunner och Eiholzer U20-titeln. Under 2015 vann de europeiska spelen och vann även U22-EM.
Sedan 2016 spelar Betschart med Tanja Hüberli. De nådde under de följande åren några medaljplaceringar vid FIVB Beach Volleyball World Tour-turneringar samt blev schweiziska mästare. Vid OS 2020 (som hölls 2021) åkte de ut i åttondsfinalen mot Joana Heidrich och Anouk Vergé-Dépré. Det gick bättre vid EM samma år, som de vann, och de blev även åter schweiska mästare. Samma år gift hon sig med ishockeyspelaren Damien Brunner och tog hans efternamn.
På Volleyball World Beach Pro Tour 2022 nådde de Brunner och Hüberli två pallplatser medan de vid VM 2022 nådde en åttondelsfinal (där de åkte ut mot Kelley Kolinske och Sara Hughes). Vid EM tog de silver och de blev även åter schweiziska mästare. Under 2023 nådde de som bäst en andraplats på Volleyball World Beach Pro Tour 2023, medan de vann EM. De tog sin första seger på touren under Volleyball World Beach Pro Tour 2024, när de 21 april vann tävlingen i Tepic.